# Copa do Mundo VIVA de 2012
A Copa do Mundo VIVA de 2012 foi a quinta e última edição da Copa do Mundo VIVA, um torneio internacional de futebol para as equipes não afiliadas à FIFA, organizado pela NF-Board. O torneio foi disputado no Curdistão iraquiano. Marcou um novo recorde na história da competição, com nove equipes disputando o Troféu Nelson Mandela, de 4 a 9 de junho. A Al Iraqiya assinou um acordo de direitos televisivos com a NF-Board e a Associação de Futebol do Curdistão para transmitir todos os jogos.

## Equipes participantes
| Equipe          | Posição | Participação |
| --------------- | ------- | ------------ |
| Curdistão       | 1º      | 4ª           |
| Chipre do Norte | 2º      | 1ª           |
| Zanzibar        | 3º      | 1ª           |
| Provença        | 4º      | 4ª           |
| Occitânia       | 5º      | 4ª           |
| Saara Ocidental | 6º      | 1ª           |
| Tamil Eelam     | 7º      | 1ª           |
| Récia           | 8º      | 1ª           |
| Darfur          | 9º      | 1ª           |

## Sedes
| Cidade     | Estádio               | Capacidade | Evento                 |
| ---------- | --------------------- | ---------- | ---------------------- |
| Erbil      | Estádio Franso Hariri | 40.000     | Fase de grupos e final |
| Dohuk      | Duhok Stadium         | 20.000     | Semifinais             |
| Suleimânia | Sulaymaniyah Stadium  | 15.000     | Fase de grupos         |
| Erbil      | Brayati Stadium       | 10.000     | Fase de grupos         |
| Saladino   | Ararat Stadium        | 10.000     | Fase de grupos         |

## Fase de grupos
| Legenda | Legenda                                  |
| ------- | ---------------------------------------- |
|         | Equipes classificadas para as semifinais |

#### Grupo A
| Equipe          | Pts. | J | V | E | D | GM | GS | SG  |
| --------------- | ---- | - | - | - | - | -- | -- | --- |
| Curdistão       | 6    | 2 | 2 | 0 | 0 | 7  | 0  | +7  |
| Occitânia       | 3    | 2 | 1 | 0 | 1 | 6  | 3  | +3  |
| Saara Ocidental | 0    | 2 | 0 | 0 | 2 | 2  | 12 | -10 |

| 4 de junho de 2012 | Curdistão                                                                                          | 6 - 0 | Saara Ocidental | Franso Hariri Stadium, Erbil |
| 20:00 AST          | Khalid Mushir 12' (Pen) · Nawzad Sherzad 16', 33' · Halgurd Mulla Mohammed 74' · Ali Aziz 82', 90' |       |                 |                              |

| 5 de junho de 2012 | Saara Ocidental                               | 2 - 6 | Occitânia | Ararat Stadium, Salahaddin |
| 17:00 AST          | Sahia Ahmed Budah 52' · Selma Iarba Malum 56' |       | Nicolas Flourens 6' · Mickaël Bertini 12', 14' · Jordan Amiel 67' · Cédric Quéré 72' (Pen) · Jordan Patrac 75' |                            |

| 6 de junho de 2012 | Occitânia | 0 - 1 | Curdistão       | Sulaymaniyah Stadium, Sulaymaniyah |
| 17:00 AST          |           |       | Amad Ismael 28' |                                    |

#### Grupo B
| Equipe      | Pts. | J | V | E | D | GM | GS | SG |
| ----------- | ---- | - | - | - | - | -- | -- | -- |
| Zanzibar    | 6    | 2 | 2 | 0 | 0 | 9  | 0  | +9 |
| Récia       | 3    | 2 | 1 | 0 | 1 | 1  | 6  | -5 |
| Tamil Eelam | 0    | 2 | 0 | 0 | 2 | 0  | 4  | -4 |

| 4 de junho de 2012 | Zanzibar                                                                | 6 - 0 | Récia | Franso Hariri Stadium, Erbil |
| 22:00 AST          | Khamis Mcha Khamis 33', 41', 52' · Abdi Kassim 51' · Jaku Juma 88', 90' |       |       |                              |

| 5 de junho de 2012 | Récia            | 1 - 0 | Tamil Eelam | Franso Hariri Stadium, Erbil |
| 20:30 AST          | Marco Dudler 83' |       |             |                              |

| 6 de junho de 2012 | Tamil Eelam | 0 - 3 | Zanzibar                                                     | Franso Hariri Stadium, Erbil |
| 21:30 AST          |             |       | Khamis Mcha Khamis 22' · Amir Hamad Omar 61' · Jaku Juma 90' |                              |

#### Grupo C
| Equipe          | Pts. | J | V | E | D | GM | GS | SG  |
| --------------- | ---- | - | - | - | - | -- | -- | --- |
| Provença        | 6    | 2 | 2 | 0 | 0 | 20 | 1  | +19 |
| Chipre do Norte | 3    | 2 | 1 | 0 | 1 | 16 | 2  | +14 |
| Darfur          | 0    | 2 | 0 | 0 | 2 | 0  | 33 | -33 |

| 4 de junho de 2012 | Chipre do Norte | 15 - 0 | Darfur | Brayati Stadium, Erbil |
| 17:00 AST          | Halil Turan 11', 17', 23', 44', 50', 90' · İbrahim Çıdamlı 14', 76', 81' · Erdinç Börekçi 21' · Huseyin Kayalılar 34' · Salih Güvensoy 46', 61', 63' · Mustafa Yaşinses 87' |        |        |                        |

| 5 de junho de 2012 | Darfur | 0 - 18 | Provença | Franso Hariri Stadium, Erbil |
| 22:30 AST          |        |        | Omar M'Dahoma 4' · Brahim Zenafi 5', 40', 59' · Christophe Copel 19', 32', 59', 68', 75' · Samir Abbes 23', 49', 50', 77', 83' · Yanis Abbes 41', 54' · Christophe Taba 47' · Benoit Lescoualch 66' |                              |

| 6 de junho de 2012 | Provença                                  | 2 - 1 | Chipre do Norte  | Franso Hariri Stadium, Erbil |
| 23:30 AST          | Brahim Zenafi 28' · Benoit Lescoualch 35' |       | Kasim Tağman 26' |                              |

## Fase eliminatória
|  | Semifinais         | Semifinais         |   |                    | Final              | Final |  |
|  |                    |                    |   |                    |                    |       |  |
|  | 8 de junho – Duhok |                    |   |                    |                    |       |  |
|  | Curdistão          | 2                  |   |                    |                    |       |  |
|  | Provença           | 1                  |   |                    |                    |       |  |
|  |                    |                    |   |                    |                    |       |  |
|  |                    |                    |   |                    | 9 de junho – Erbil |       |  |
|  |                    |                    |   |                    | Curdistão          | 2     |  |
|  |                    | Chipre do Norte    | 1 |                    |                    |       |  |
|  |                    |                    |   |                    |                    |       |  |
|  |                    |                    |   |                    |                    |       |  |
|  |                    |                    |   |                    | Terceiro lugar     |       |  |
|  | 8 de junho – Duhok | 8 de junho – Duhok |   | 9 de junho – Erbil | 9 de junho – Erbil |       |  |
|  | Chipre do Norte    | 2                  |   | Provença           | 2                  |       |  |
|  | Zanzibar           | 0                  |   |                    | Zanzibar           | 7     |  |

#### Decisão do 9° Lugar
| 7 de junho de 2012 | Saara Ocidental                                                                            | 5 - 1 | Darfur                     | Franso Hariri Stadium, Erbil |
| 17:30 AST          | Sahia Ahmed Budah 31', 85' · Selma Iarba Malum 80' · Cori Maaruf 87' · Mohamed El Mami 90' |       | Moubarak Haggar Duogom 46' |                              |

#### Semifinais do 5º ao 8º lugar
| 7 de junho de 2012 | Occitânia | 7 - 0 | Tamil Eelam | Franso Hariri Stadium, Erbil |
| 20:30 AST          | Brice Martinez 30', 51' · Jordan Patrac 49' · Christophe Dalzon 50' · Renaud Thomas 64' · Boris Massaré 83' · Gérôme Hernandez 89' |       |             |                              |

| 8 de junho de 2012 | Saara Ocidental                                         | 3 - 0 | Récia | Franso Hariri Stadium, Erbil |
| 17:00 AST          | Moulay Aba Ali 59' · Mohamed El Mami 83' · Ba Boiah 87' |       |       |                              |

#### Decisão do 7° Lugar
| 9 de junho de 2012 | Tamil Eelam                                    | 4 - 0 | Récia | Franso Hariri Stadium, Erbil |
| 10:00 AST          | Menan Nagulendran 59', 67', 71' · Rosh Sri 79' |       |       |                              |

#### Decisão do 5° Lugar
| 9 de junho de 2012 | Occitânia                                                  | 3 - 1 | Saara Ocidental    | Ararat Stadium, Salahaddin |
| 11:00 AST          | Renaud Thomas 35' · Mickaël Bertini 55' · Jordan Amiel 86' |       | Abdullah Bijah 90' |                            |

#### Semifinais
| 8 de junho de 2012 | Curdistão           | 2 - 1 | Provença          | Duhok Stadium, Duhok |
| 18:30 AST          | Amad Ismael 2', 59' |       | Brahim Zenafi 36' |                      |

| 8 de junho de 2012 | Zanzibar | 0 - 2 | Chipre do Norte                                    | Duhok Stadium, Duhok |
| 20:15 AST          |          |       | Mustafa Yaşinses 58' · Huseyin Kayalilar 69' (pen) |                      |

#### Decisão do 3° Lugar
| 9 de junho de 2012 | Provença                                   | 2 - 7 | Zanzibar                                                                   | Franso Hariri Stadium, Erbil |
| 16:30 AST          | Christophe Taba 44' · Christophe Copel 57' |       | Suleiman 22', 23', 71' · Khamis Mcha Khami 35', 68', 90' · Abdi Kassim 58' |                              |

#### Final
| 9 de junho de 2012 | Curdistão                                           | 2 - 1 | Chipre do Norte           | Franso Hariri Stadium, Erbil |
| 19:00 AST          | Halgurd Mulla Mohammed 9' (pen) · Herdi Siamand 32' |       | Sherzad Mohamad 42' (g.c) |                              |

## Premiação
| Copa do Mundo VIVA de 2012    |
| ----------------------------- |
| Curdistão Campeão (1º título) |

## Artilharia
7 Gols
| - Khamis Mcha Khamis 6 Gols - Halil Turan - Christophe Copel 5 Gols - Brahim Zenafi - Samir Abbes 3 Gols - İbrahim Çıdamlı - Salih Güvensoy - Amad Ismael - Mickaël Bertini - Sahia Ahmed Budah - Menan Nagulendran - Jaku Juma - Suleiman | 2 Gols - Huseyin Kayalılar - Mustafa Yaşinses - Ali Aziz - Halgurd Mulla Mohammed - Nawzad Sherzad - Brice Martinez - Jordan Amiel - Jordan Patrac - Renaud Thomas - Benoit Lescoualch - Christophe Taba - Yanis Abbes - Mohamed El Mami - Selma Iarba Malum - Abdi Kassim | 1 Gol - Erdinç Börekçi - Kasim Tağman - Herdi Siamand - Khalid Mushir - Moubarak Haggar Duogom - Boris Massaré - Christophe Dalzon - Cédric Quéré - Gérôme Hernandez - Nicolas Flourens - Omar M'Dahoma - Marco Dudler - Abdullah Bijah - Ba Boiah - Cori Maaruf - Moulay Aba Ali - Rosh Sri - Amir Hamad Omar |